# حرائق غابات المملكة المتحدة 2018
حرائق غابات المملكة المتحدة 2018 ابتداءً من 24 يونيو 2018 واستمرت طوال الصيف، اندلعت سلسلة قياسية من حرائق الغابات في جميع أنحاء المملكة المتحدة. أكبر حريقين اللذان تم الإعلان عنهما كحوادث كبرى احترقا على مساحة 7 أميال مربعة (4،480 فدانًا أو 18 كم2) واندلع كل منهما في سادلورث مور في مانشستر الكبرى ووينتر هيل في لانكشاير. اندلعت حرائق كبيرة أخرى في قلينشان باس في مقاطعة لوندونديري في أيرلندا الشمالية (640 فدانًا)، وفي وادي ريدول في ويلز. تم وصف حريق سادلورث مور بأنه أكبر حريق غابات إنجليزي في الذاكرة الحية. حدثت معظم حرائق الغابات خلال الموجة الحارة الرسمية الأولى في المملكة المتحدة منذ يونيو 2017، حيث وصلت درجات الحرارة إلى ما فوق 30 درجة مئوية (86 درجة فهرنهايت) لعدة أيام، مما يجعل شهر يونيو الأكثر سخونة في البلاد منذ عام 1995، والأكثر جفافاً يونيو لأكثر من عشر سنوات في أجزاء كبيرة من المملكة المتحدة، مما أدى إلى تفاقم الأزمة. بدأ حريق غابات في ستافوردشاير مورلاندز في 9 أغسطس، وعلى الرغم من هطول الأمطار انتشر ليغطي 219 فدانًا بحلول 11 أغسطس. كانت بعض المناطق الساخنة لا تزال مشتعلة حتى 22 أغسطس. في المجموع كان هناك 79 حريقًا على مدار العام، وهو رقم قياسي جديد. ومع ذلكتم هزيمة الرقم القياسي في عام 2019 بـ 96 حريقًا اعتبارًا من 23 أبريل.